# Chiesa di Santa Maria Assunta (Borgo Chiese)
La chiesa di Santa Maria Assunta, anche nota come pieve di Santa Maria Assunta, è la parrocchiale a Condino, frazione di Borgo Chiese in Trentino. Fa parte della zona pastorale delle Giudicarie dell'arcidiocesi di Trento e risale al XII secolo.

## Storia

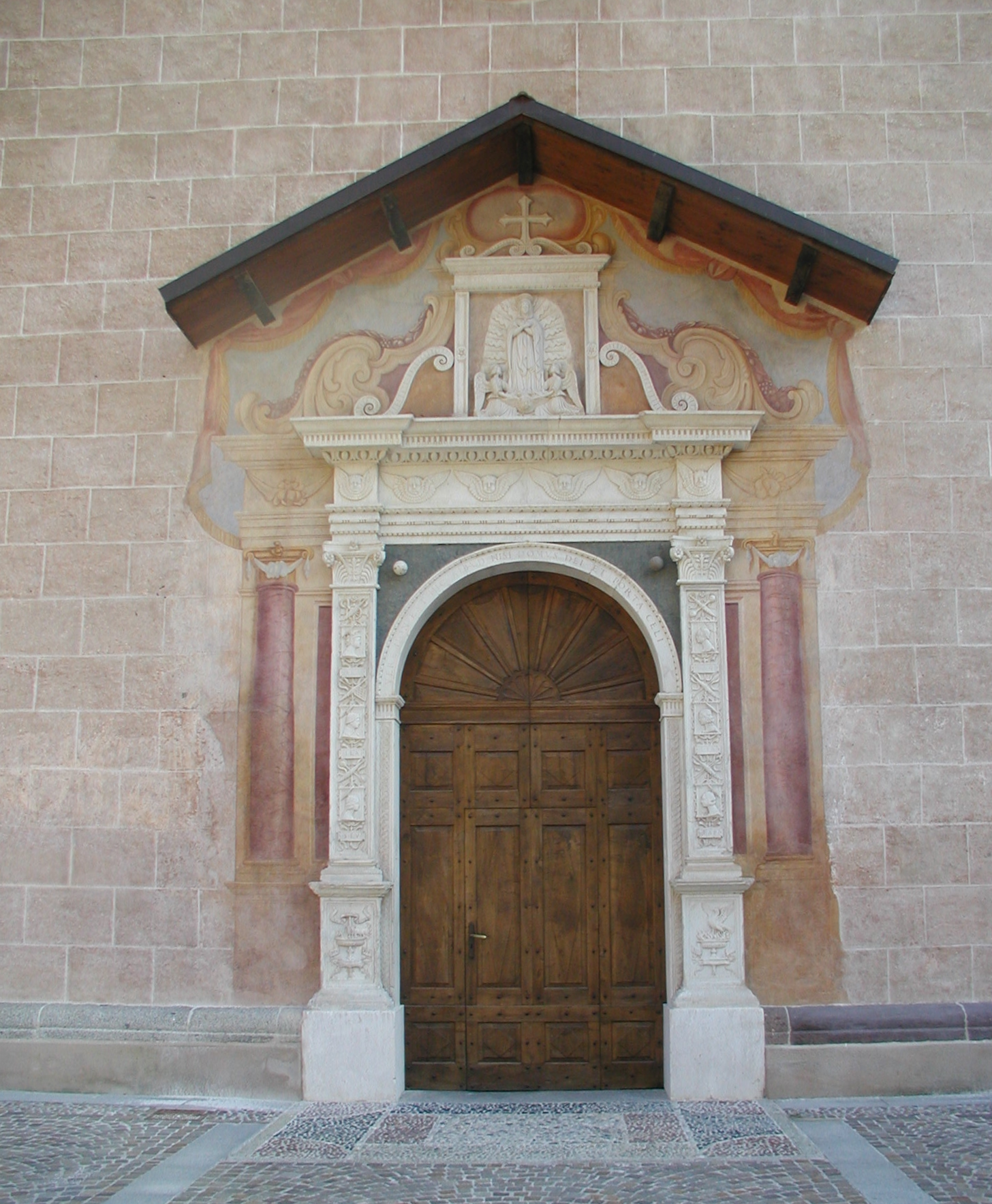
Portale della chiesa in marmo

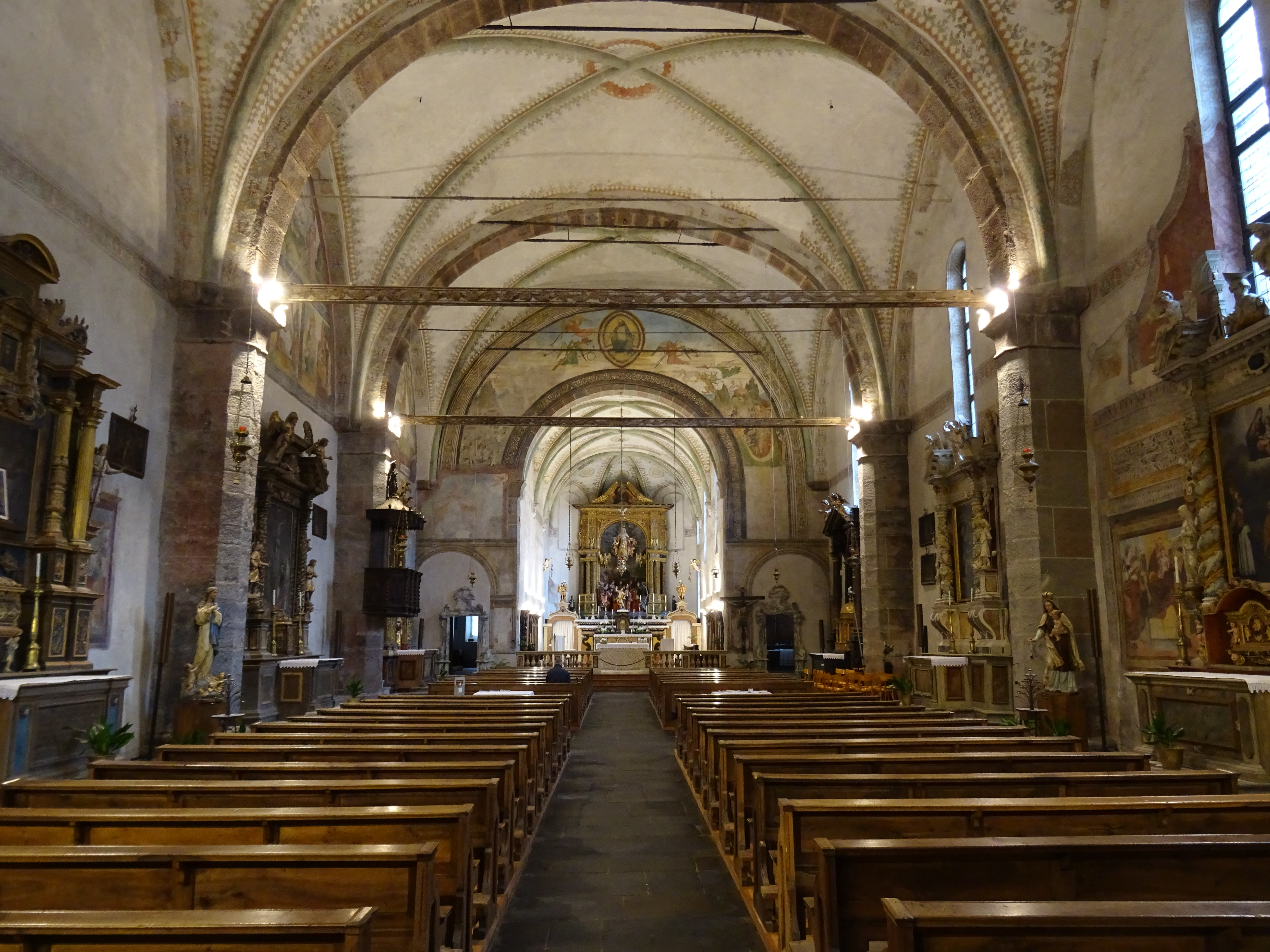
Interno

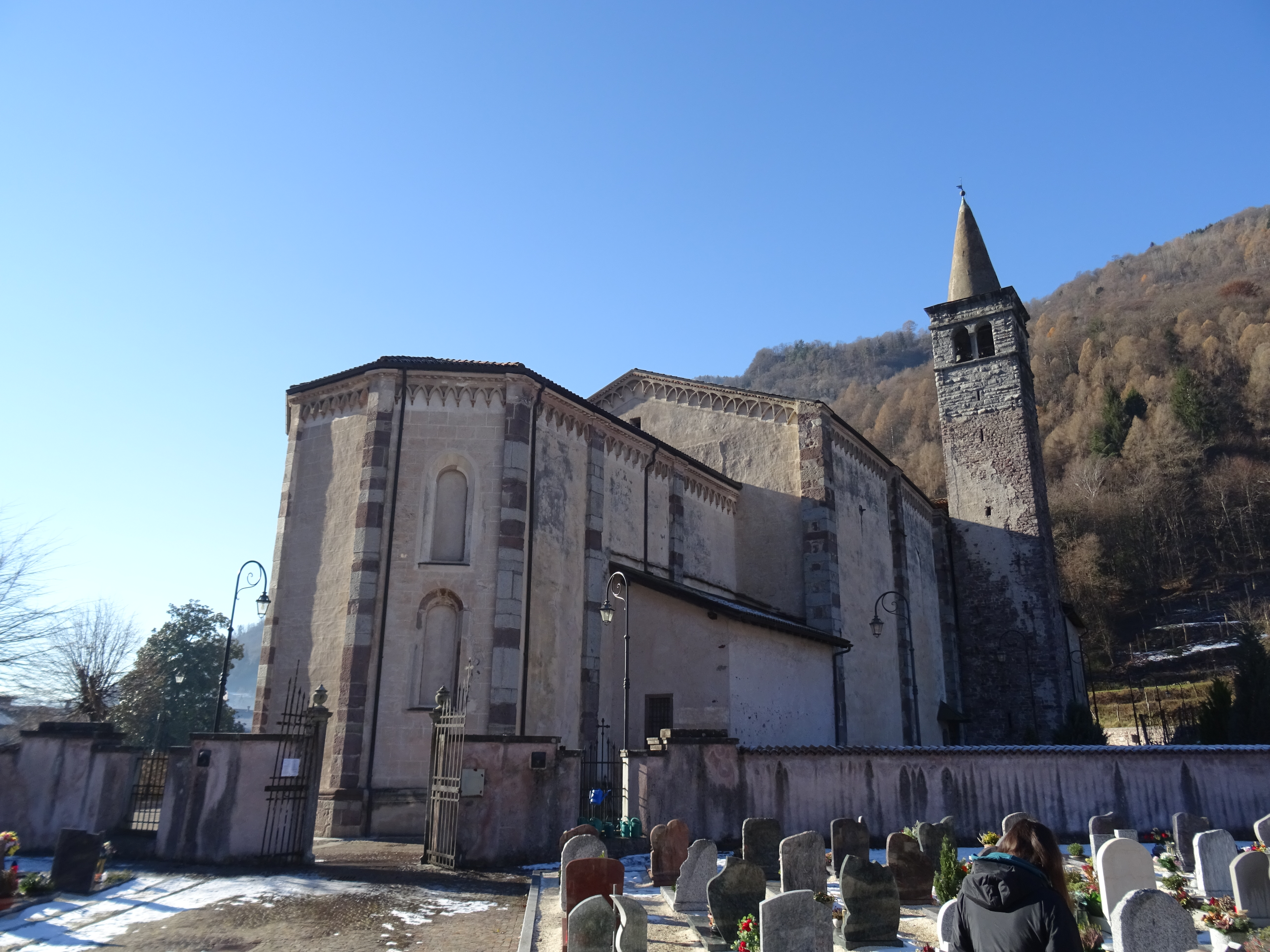
Retro della chiesa e campanile

La prima citazione ufficiale dell'originaria pieve a Condino è del 1189, ma è possibile che la sua costruzione sia di molto antecedente.
Un intervento documentato che riguarda la ricostruzione del primitivo edificio è del 1476. In quel periodo la regola generale di Condino promosse con tutta la comunità questa nuova edificazione che portò alla realizzazione
di un edificio sacro di dimensioni molto maggiori del precedente, e che venne quasi ultimato con la posa della copertura del tetto nel 1505. Dopo interventi urgenti per riparare un danno strutturale, la pieve venne consacrata con solenne funziona religiosa una prima volta nel 1510 ed una seconda solo sette anni dopo (questa seconda cerimonia forse fu causata da importanti lavori eseguiti dopo il 1510).
Iniziarono quasi subito attività di restauro conservativo e per aggiungere o completare parti edificiali, come il portale maggiore e le vetrate della chiesa.
Un gravissimo danno strutturale manifestatosi dopo la metà del XVI secolo con la comparsa di crepe sulla muratura portante richiese un impegno economico importante per la sua soluzione, che venne realizzata entro il 1579.
Nel 1613 ottenne dignità di arcipretura e pochi anni dopo un nuovo ciclo di restauri portò alla ricollocazione del fonte battesimale, alla modifica degli altari laterali ed alla costruzione di quello dedicato alla Madonna. Inoltre venne costruito un sacrario per il battistero, fu realizzata una cattedra per l'officiante, venne spostato l'altar maggiore, venne sistemato il tetto e fu restaurata la sacrestia.
Nel XVIII secolo vennero sostituite varie campane, si pose mano al vicino cimitero, si restaurarono gli altari laterali e rinnovate le decorazioni ad affresco. Dopo la metà del secolo le condizioni della struttura, malgrado i numerosi interventi, manifestò gravi problemi e fu necessario procedere con una chiusura temporanea per poter svolgere i lavori programmati al ripristino, che comprendevano anche la torre campanaria.
Tra il 1818 ed il 1829 venne ristrutturato il presbiterio, e circa dieci anni più tardi fu necessario un nuovo intervento di sostituzione della campane.
Durante la terza guerra d'indipendenza italiana l'edificio venne utilizzato come magazzino per scopi militari e pochi anni dopo venne sostituito l'organo, spostando quello non più usato nella vicina chiesa di chiesa di san Rocco
Attorno al 1888 il portale principale venne restaurato da un muratore locale ma il lavoro, giudicato mal eseguito, venne poi ripreso. Alla fine del secolo fu necessario un ulteriore intervento per sostituire una campana.
Prima dello scoppio della grande guerra venne realizzata un'indagine per verificare la presenza di superfici affrescate. Nell'arco santo furono localizzati affreschi coperti ma le operazioni si interruppero con l'inizio del conflitto. La guerra portò enormi danni e spogliazioni alla struttura, che venne anche usata come magazzino dai militari. Nel primo dopoguerra divenne centro per raccolta profughi e fu solo a partire dal 1919 che si iniziò il lavoro di recupero e restauro del luogo di culto. Attorno al 1927 gli altari erano stati sistemati, l'organo a canne sostituito, le pareti ritinteggiate e gli affreschi in parte riscoperti.
L'adeguamento liturgico è stato realizzato in modo provvisorio entro gli anni novanta posizionando l'altare postconciliare, un ambone semplice vicino alla balaustra e la sede del presidente in legno davanti all'altare maggiore. La custodia eucaristica è rimasta nella posizione precedente come anche le balaustre in marmo.

## Descrizione
Artisticamente la pieve di Condino riveste grande importanza per la storia dell'arte in Trentino.

### Esterni
L'edificio si trova nella parte nord dell'abitato di Condino e mostra orientamento tradizionale verso est. La facciata a capanna con due spioventi è semplice, con pilastri d'angolo e l'importante portale architravato, opera scultorea del lombardo Giovanni Lorenzo Sormani sopra il quale si conserva il bassorilievo raffigurante Santa Maria Assunta protetto da un tettuccio a due spioventi. L'autore ha firmato la sua opera con le parole incise: "IO. LAV. SORMANUS. D. HOSTENO. MEDIOLAN'. SC.I. M.DXXXVI.". Sopra, in asse, si trova l'oculo strombato. La torre campanaria è posta in posizione centrale sulla sinistra, la cella si apre con quattro finestre a bifora e la copertura ha forma conica acuta.
Sulla facciata dell'edificio di fianco alla chiesa resto di affresco decorativo di una vetrata a rulli veneziani con cartiglio a data del 1720.

### Interni
La navata interna è unica e suddivisa in quattro campate. Attraverso l'arco santo con arco a tutto sesto si accede al presbiterio leggermente rialzato e prolungato in due campate. La parte absidale conserva la pala d'altare dei fratelli Maffeo e Andrea Olivieri.